# Ikarus 60T
Az Ikarus 60T az Ikarus 60-as autóbusz alapján készített trolibusz. A karosszériákat az Ikarus Karosszéria- és Járműgyár gyártotta, elektromos berendezéseihez többnyire a selejtezett MTB–82-es trolik elektronikáját használták fel. Összesen 157 darab készült el belőle, melynek több mint felét átépítették pótkocsis és csuklós trolibusszá. Az összes darab Budapesten közlekedett 1952 és 1976 között.

## Története
Az 1950-es évek elején a Szovjetunió nem tudott megfelelő tempóban trolibuszokat építeni, ezért Magyarországon az Ikarus gyár kezdett bele trolik karosszériájának gyártásába. Az időszakban az Ikarus 60-as buszt gyártották a legnagyobb számban, így kézenfekvő megoldás volt ezen autóbusz kocsiszekrényét felhasználni. 1952 és 1956 között 157 darab ilyen trolibuszt gyártottak. Az első troli elektromos berendezéseit MTB–82-es trolikból szedték ki, majd ezekkel gyakorlatilag megegyező alkatrészeket gyártott a Klement Gottwald Villamossági Művek (a Ganz korabeli neve).
| Szóló trolibuszok | Szóló trolibuszok | Szóló trolibuszok |
| Év                | Gyártott darab    | Eredeti pályaszám |
| ----------------- | ----------------- | ----------------- |
| 1952              | 8                 | T200-T207         |
| 1953              | 17                | T208-T224         |
| 1954              | 73                | T225-T297         |
| 1955              | 37                | T298-T334         |
| 1956              | 22                | T335-T356         |

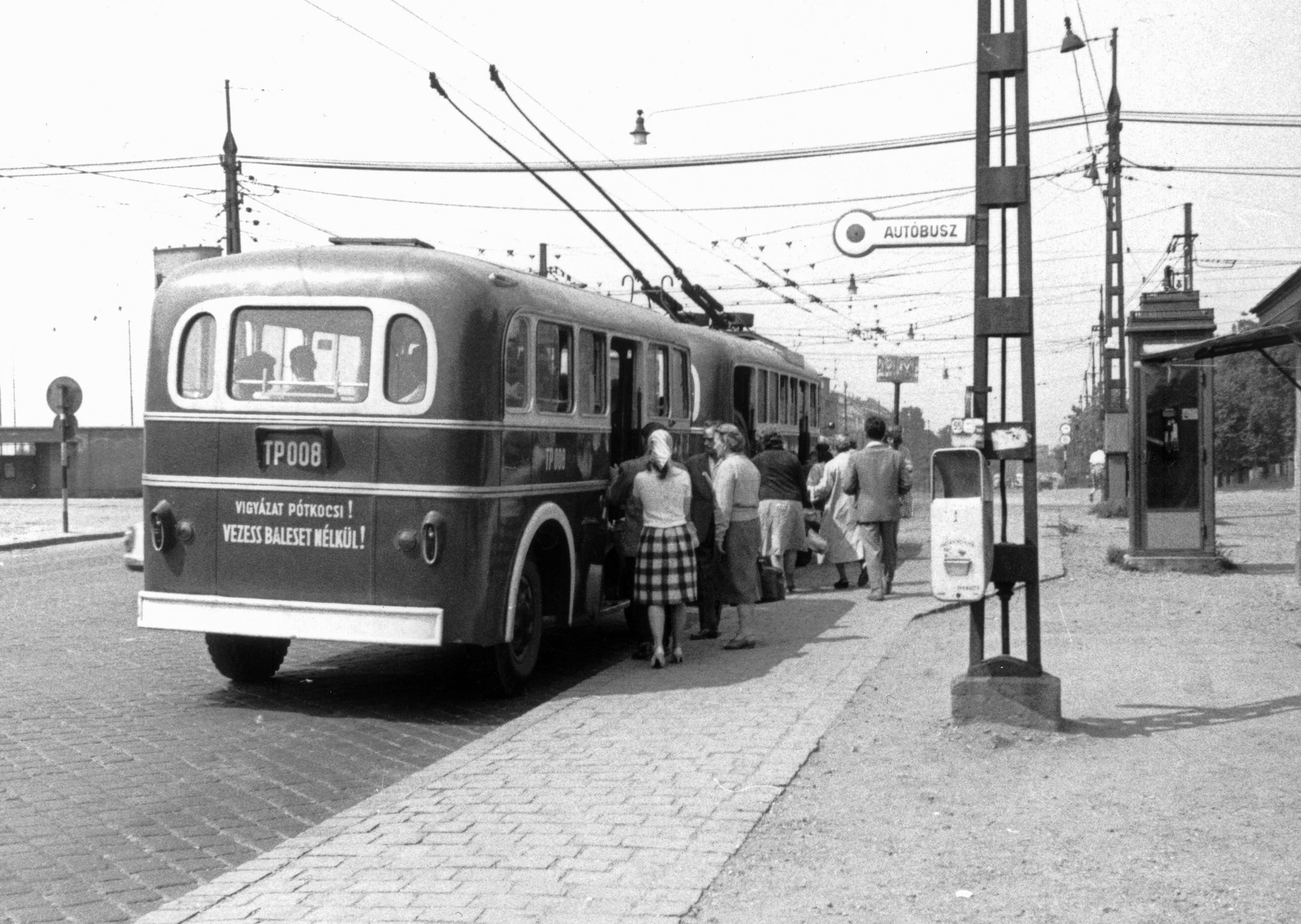
Pótkocsis Ikarus 60T trolibusz a Hungária körúton

1954-ben a FAÜ szóló buszok mögé pótkocsikat állított be, ezzel mérsékelve az egyre növekvő utasszámot. A trolibusznál ezzel a megoldással csak 1960-ban kezdtek foglalkozni, a székesfehérvári Általános Mechanikai Gépgyár készítette az első szériát. Az 55 darab pótkocsi a TP000-TP054 közötti pályaszámot kapta. 1963-ban további 4 pótkocsit szereztek be, ezek már 955-958-as pályaszámmal lettek forgalomba állítva, illetve a többit is átszámozták a 900-as számtartományba. Közben gondoskodtak a trolik átalakításáról is, végül 58 darab szóló troli kapta meg a pótkocsit. 
1962-ben teljes pályaszámcserét hajtottak végre a legtöbb trolin, a pótkocsisok kapták a 300-as, míg a szólók a 200-as tartományt (innentől kezdve már nem jelent meg a T betű a pályaszámban). 
| Átszámozás utáni szóló és pótkocsis trolibuszok | Átszámozás utáni szóló és pótkocsis trolibuszok | Átszámozás utáni szóló és pótkocsis trolibuszok |
| Szólók pályaszámai                              | Pótkocsisok pályaszámai                         |                                                 |
| ----------------------------------------------- | ----------------------------------------------- | ----------------------------------------------- |
| 200–271                                         | 301–358                                         |                                                 |

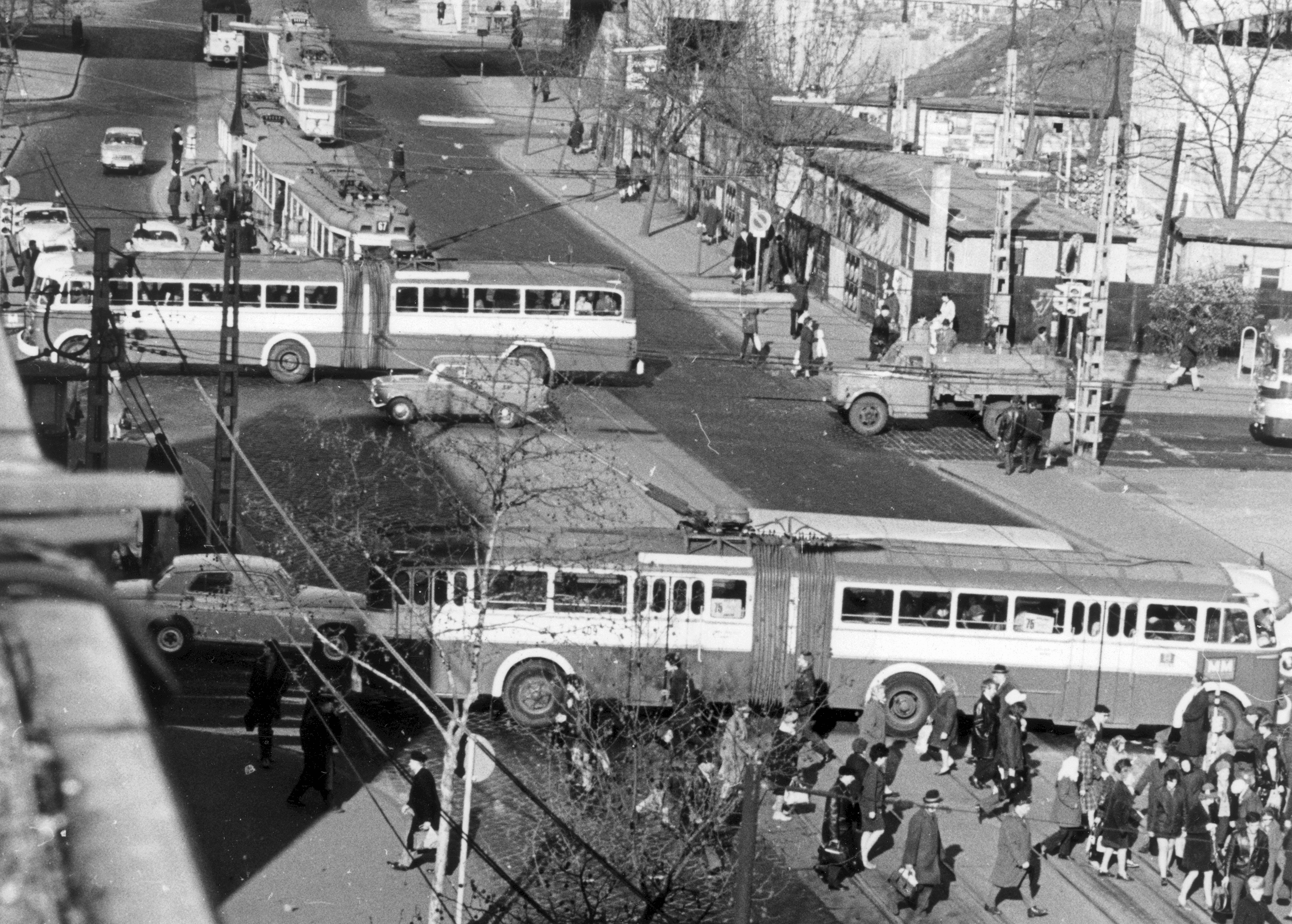
Csuklós trolibuszok a Hungária körúton

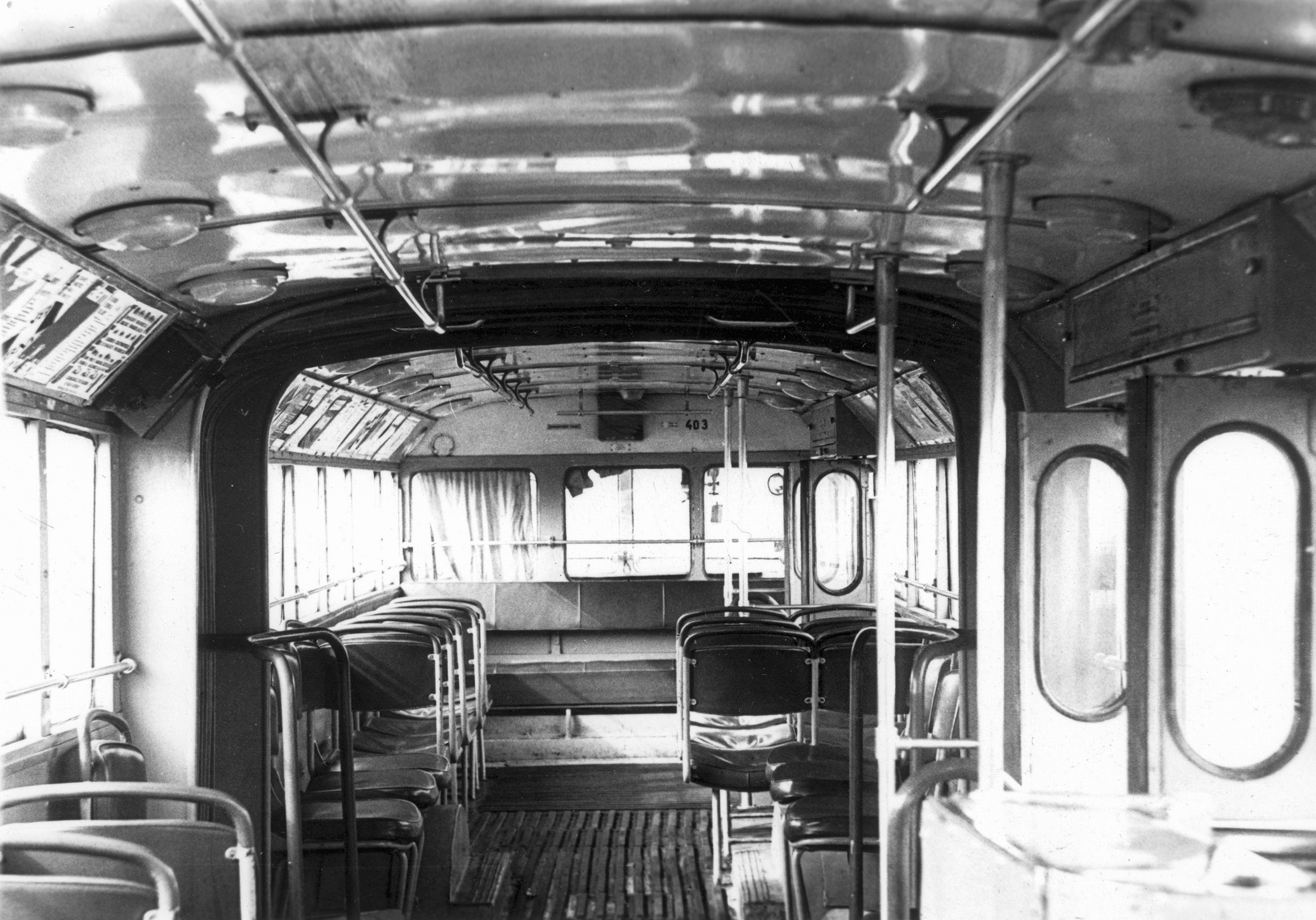
Csuklós trolibusz beltere

Szinte a pótkocsis trolikkal egy időben további 54 szóló kocsit a Gyömrői úti Sallai Főműhelyben alakítottak át csuklós trolibusszá és a 400-as tartományból kaptak pályaszámot. Az első négytengelyes példány a 400-as pályaszámot kapta. Az első próbaköreit pedig 1961. május 8-án végezte. A járművek csukló utáni részeit átalakított Ikarus 60-as buszokból készítették, a FAÜ csuklósokhoz hasonlóan. Az 1961-es BNV-n forgalomba állt a 70A vonalon, így az utasok is megismerhették. 1962-től 1964-ig további példányok követték, ám ezek már csak háromtengelyesek voltak, összesen pedig 54 darab házilag épített csuklós trolibusz állt forgalomba. A járművek eleinte különféle fényezéssel közlekedtek. Zöld és narancssárga színvilág is előfordult köztük. Az 1960-as évek vége felé visszatértek bordó-vajszín egységes flottaszín keverékhez.
| Csuklós trolibuszok | Csuklós trolibuszok | Csuklós trolibuszok |
| Év                  | Gyártott darab      | Eredeti pályaszám   |
| ------------------- | ------------------- | ------------------- |
| 1962                | 22                  | 401-422             |
| 1963                | 30                  | 423-452             |
| 1964                | 1                   | 453                 |

A szóló kocsik selejtezése 1967-től 1975-ig tartott, az utolsó 6 jármű a 75A vonalon járt a Thököly út és a Népliget között. Helyüket ZiU–9-es trolik vették át.
A csuklós trolik 1976-ig közlekedtek, az utolsó időszakban már csak a 75-ös vonalon, szinte 2 perces követési idővel. Az ekkor elkészült Ikarus 280T trolik váltották le őket.

## Kialakítása
A trolikban bal oldalt egy, a jobb oldalon kettő ülés volt minden sorban. 1958-tól csak a hátsó ajtón lehetett felszállni, itt foglalt helyet az ülő kalauz is. A rendszert 1966-ban törölték el.
A trolik ajtaját a sofőr kapcsolók segítségével, sűrített levegős vezérléssel nyitották és csukták, a csuklósoknál pedig már nyomógombokat is beszereltek. A világításról sorbakapcsolt izzók gondoskodtak, a feszültségmentes szakaszon akkumulátoros szükség-világítótestek léptek működésbe. A pótkocsis troliknál a pótkocsi részen nem volt erősáramú hálózat, mivel ezeket eredetileg autóbuszokhoz tervezték, így a világítás jóval gyengébb volt. Ennek viszont volt egy előnye is: a feszültségmentes szakaszon sem volt szükség akkumulátorra.
A sofőr a bal oldalon szállhatott be a járműbe, a sofőrfülke és az utastér között csak egy nyílás volt. Az autóbuszoknál megfigyelhető jobb oldali vezetőfülke-ajtó helyén az elektromos berendezések kaptak helyet.
A trolikon a kormányrásegítés még hiányzott, ezért vezetése meglehetősen fárasztó volt. A pótkocsis járművek kialakítása további nehézségekhez vezetett, mert a fordulókör átmérő még nagyobb lett, továbbá csúszós úton kiszámíthatatlan volt a mozgása.